# 肯尼思三世
肯尼思·麦克杜夫（中世纪盖尔语：Cináed mac Duib；现代盖尔语：Coinneach mac Dhuibh； 简称为肯尼思三世，绰号有阿唐、酋长王和棕毛王， 967年前–1005年3月5日）是苏格兰国王（997年—1005年在位）。他是杜夫王（Dub mac Maíl Coluim）之子。许多苏格兰人的来源资料提到他为杜夫之子肯尼思之子吉里克，这是一个错误。 另一种解释是，肯尼思有一个儿子吉里克二世为他的共治者。

## 说明
在十世纪间，苏格兰有个王朝的两支线互相敌对，两者之间为继承王位而冲突不断；一支是康斯坦丁·麦克肯尼思（康斯坦丁一世，862年-877年在位）的后裔，另一支是康斯坦丁的弟弟艾德·麦克肯尼思（877年-878年在位）的后裔。富爾頓的約翰称肯尼思·麦克马尔科姆（肯尼思二世，971年-995年在位）曾尝试建立新的继承规则来限定只有自己的后代才有王位继承权，其他支系无权继承王位。成功设计登上王位的康斯坦丁·麦克科林（君士坦丁三世，995年-997年在位）是艾德最后为人所知的后裔。随着他的死，康斯坦丁和艾德后裔之间的王位之争宣告结束。但又出现了另两线敌对支系争夺王位，两者都是康斯坦丁的后裔。
一支是肯尼思·麦克马尔科姆的后裔，以他的儿子马尔科姆·麦克肯尼思为代表，另一支是肯尼思之兄杜夫·麦克马尔科姆（962年-967年在位）的后裔，以他的儿子肯尼思三世为代表。无论是君士坦丁三世还是肯尼思三世，两者都没能将自己的势力范围扩张至坎布里亚，那或许是马尔科姆二世的据点。如按照肯尼思二世继承规则来讲，马尔科姆确实是合法继承人。当马尔科姆二世设法杀害肯尼思三世后标志着他的支系的胜利。他统治到了1034年，享国长久的他让自己的后代继承了王位。
但肯尼思三世有后裔幸存下来，两线之争仍未结束。在1033年，马尔科姆二世被肯尼思三世的后代杀死。麦克白塔德·麦克芬莱克（1040年–1057年在位）和卢拉赫及其父都是肯尼思三世的后裔，他们的对手是马尔科姆二世的外孙邓肯·麦克克里南（邓肯一世，1034年–1040年在位）。在十一世纪上叶他们继续着苦涩仇隙的王位争斗。
同时代的斯特拉斯克萊德國王也介入了这场世仇王位争夺，虽然目前还不能确定他们和苏格兰的王朝的哪个敌对支系是否有何联系。有的理论认为，他们代表着唐纳德·麦克君士坦丁（唐纳德二世，889年-900年在位）的另一线后裔，因为有的观点认为斯特拉斯克莱德国王歐文一世（死于937年）是唐纳德的后裔。 

## 脚注
1. ↑  Cináed mac Duib is the Mediaeval Gaelic form.
2. ↑  The former is probable because later English-speaking sources called him "Grim"; Old Irish donn has similar meaning to Old English greimm, which means "power" or "authority"; see Skene, Chronicles, p. 98; Hudson, Celtic Kings, p. 105.
3. ↑  Duncan, p. 22;
4. ↑  Smyth, pp. 220–221 and 225; also ESSH, p.522, note 4.
5. ↑  .   [2013-12-15]. （原始内容存档于2019-06-24）.
6. ↑  Cawley 2011，Kenneth III.Listing includes his probable children.
7. 1 2 3 4  .   [2013-12-15]. （原始内容存档于2019-06-30）.
8. ↑  .   [2013-12-15]. （原始内容存档于2019-06-30）.